# Кежмарок
Кежмарок или Кежмарк (слч. Kežmarok, мађ. Késmárk) град је у Словачкој, у оквиру Прешовског краја.
Кежмарок спрам величине насеља има веома велико и очувано старо језгро.

## Географија
Кежмарок је смештен у северном делу државе. Главни град државе, Братислава, налази се 350 km југозападно од града.
Рељеф: Кежмарок се развио у високо положеној котлини реке Попрад. Надморска висина града је око 620 m, па је град међу вишима у Словачкој. Око котлине издижу се Високе Татре.
Клима: Клима у Кежмароку је умерено континентална.
Воде: Кроз Кежмарок протиче истоимена река Попрад. Она дели град на два дела.

## Историја
Људска насеља на овом простору датирају још из праисторије. Насеље под данашњим именом први пут се спомиње у 1251. г., а 1269. г. насеље је добило градска права. Током следећих векова град је био у саставу Угарске као обласно трговиште, насељено немачким Сасима.
Крајем 1918. г. Кежмарок је постао део новоосноване Чехословачке. У време комунизма град је нагло индустријализован, па је дошло до наглог повећања становништва. После осамостаљења Словачке град је постао њено обласно средиште, али је дошло и до проблема везаних за преструктурирање привреде.

## Становништво
| Година:    | 1994.  | 2004.   | 2014.   | 2024.   |
| ---------- | ------ | ------- | ------- | ------- |
| Број људи: | 17 796 | 17 179  | 16 636  | 15 145  |
| Разлика:   |        | -3,46 % | -3,16 % | -8,96 % |

| Година:    | 2023.  | 2024.   |
| ---------- | ------ | ------- |
| Број људи: | 15 238 | 15 145  |
| Разлика:   |        | -0,61 % |

Данас Кежмарок има нешто мање од 17.000 становника и последњих година број становника опада.
Етнички састав: По попису из 2001. г. састав је следећи:
- Словаци - 95,2%,
- Роми - 1,6%,
- Чеси - 0,8%%,
- остали.

Верски састав: По попису из 2001. г. састав је следећи:
- римокатолици - 77,5%,
- атеисти - 11,0%,
- лутерани - 4,8%%,
- остали.

## Партнерски градови
- Вајлбург
- Гљивице
- Прибрам

## Галерија
- Замак у Кежмарку
- Градско читалиште
- Лутеранска црква
- Градска кућа